# Henry Wolfe Gummer
Henry Wolfe Gummer (* 13. listopadu 1979 New York) je americký zpěvák, textař, skladatel, učitel hudby a příležitostný herec. 

## Životopis
Je synem amerického sochaře Dona Gummera a herečky Meryl Streepové. Vyrůstal v Connecticutu společně se svými třemi mladšími sestrami Mamie Gummer, Grace Gummer a Louisou Gummer. V 90. letech se celá rodina přestěhovala na několik let do Los Angeles, ale kvůli většímu soukromí se přestěhovali zpět na venkov. Promoval v roce 2002 na univerzitě Dartmouth College a poté se začal věnovat hudbě. Příležitostně se objevil i na divadelních prknech, poprvé v roce 2001 si zahrál po boku své matky Meryl Streepové malou roli Yakova v divadelní hře Racek. V roce 2007 se na divadlo vrátil ve hře Welcome to Dollywood.

## Hudba
V roce 2004 založil se svými přáteli popovou skupinu Bravo Silva. Svůj první single nazvaný „July” vydali v roce 2004 a první album o rok později. Poté, co se skupina rozpadla se rozhodl pro sólovou kariéru zpěváka. Přestěhoval se do Los Angeles, kde v současnosti (2016) vystupuje pod svým uměleckým jménem Henry Wolfe. Svůj první single The Blue House vydal v roce 2009 a ve stejném roce vydal i své první sólové album Wolf Sings Field, písně na album napsal portugalský spisovatel Peter Field. Do povědomí posluchačů se dostal až s albem Linda Vista, vydaným v roce 2011, na kterém spolupracoval společně s Edwardem Sharpem and Magnetic Zeroes a také se skupinou Dawes a Arielem Pinkem. Album Linda Vista bylo pozitivně přijato u kritiků magazínu Rolling Stone a deník Los Angeles Times ho nazval „umělecem, kterého musíte sledovat”. V březnu 2011 se poprvé objevil jako zpěvák v televizní show Jimmyho Kimmela, kde zazpíval své největší hity „Someone Elue” a „Stop The Train” z alba Linda Vista.

## Diskografie
| Rok  | Název            | Počet písní | Poznámky            |
| ---- | ---------------- | ----------- | ------------------- |
| 2004 | July             | 1           | Skupina Bravo Silva |
| 2005 | Bravo Silva      | 7           | Skupina Bravo Silva |
| 2009 | The Blue House   | 5           |                     |
| 2009 | Wolf Sings Field | 5           |                     |
| 2011 | Linda Vista      | 6           |                     |
| 2014 | Encino           | 2           |                     |
| 2015 | Asilomar         | 9           |                     |